# Fiat 770
El Fiat 770/800 Coupé Vignale, fue un coche deportivo fabricado en Argentina por Fiat Concord entre los años 1965 y 1970 y basado en el Fiat 600.

## Historia
En 1966, Fiat Concord introdujo en el mercado dos líneas de productos nuevos: el Fiat 1500 Coupé Vignale, sobre la base del ya afirmado Fiat 1500 Berlina, y una línea totalmente nueva de autos chicos, integrada por el Fiat 770, el Fiat 800 Coupé y el Fiat 800 Spider, sobre planta del popular Fiat 600. ¿Qué tenían en común ambos lanzamientos? Que el diseñador de la carrocería era nada menos que el afamado carrocero turinés Alfredo Vignale, constructor de carrocerías para las marcas italianas más exclusivas como Ferrari, Maserati, Alfa Romeo, y también constructor de fuori series Fiat de alta gama como el Otto Vu y automóviles deportivos sobre la base de berlinas de serie.
En una época en que en la Argentina estaba instalada la segunda sede de Fiat en el mundo, los modelos de Vignale significaron un paso tecnológico notable en la industria nacional, constituyendo un hito más en la contribución que ha hecho la marca a través de sus distintos modelos, como la introducción en el país elementos tan importantes como los frenos a disco, motor delantero trasversal, electro-ventilador, motor con doble árbol de levas a la cabeza, correa dentada para comando del árbol de levas, entre otros.
En 1966, Vignale le cede a Fiat Concord Argentina el royalty para fabricar en ese país la coupé 770 a partir de 1965. 
Los coches fueron equipados con motor posterior de un desplazamiento de 767 cc con 32 CV (23,6 kW) de potencia, caja manual de 4 marchas al piso, y frenos hidráulicos a tambor.
En 1966, el nivel de rendimiento se elevó al aumentar el desplazamiento a 797 cc.
Fueron fabricados en Argentina 9.008 unidades, 7.807 (770-800 Cupé) y 1.201 (Spider).

## Motorizaciones
Las motorizaciones producidas:
- 1965 - 1966: 770 Coupé - 767 cc (diámetro 62 x carrera 63,5 mm) OHV 4 cilindros en línea de 32 CV (23,6 kW) a 4.800 rpm (código de motor 100D)
- 1966 - 1970: 800 Coupé / Spider - 797 cc (diámetro 62,4 x carrera 66 mm) OHV 4 cilindros en línea de 36 CV (27 kW) a 5.000 rpm (código de motor 100D.045)